# Rudolf Emil Hellmund
Rudolf Emil Hellmund (* 2. Februar 1879 in Gotha; † 16. Mai 1942) war ein deutsch-amerikanischer Elektrotechniker. Sein Vater war vermutlich Louis Hellmund.
Er studierte Elektrotechnik in Ilmenau und Berlin-Charlottenburg. 1903 wanderte er in die USA aus, wo er die elektrische Traktion vorantrieb. Das 1906 erschienene Buch A Graphical Treatment of the Induction Motor hat er übersetzt. 1929 wurde ihm die IEEE Lamme Medal verliehen.
Ab 1933 bis zu seinem Tode war er Chief Engineer der Westinghouse Electr. and Mfg. Co. East Pittsburgh Pa. Für Hellmund  waren mehr als 300 Patente eingetragen worden.